# Военно-технический музей (Лешаны)

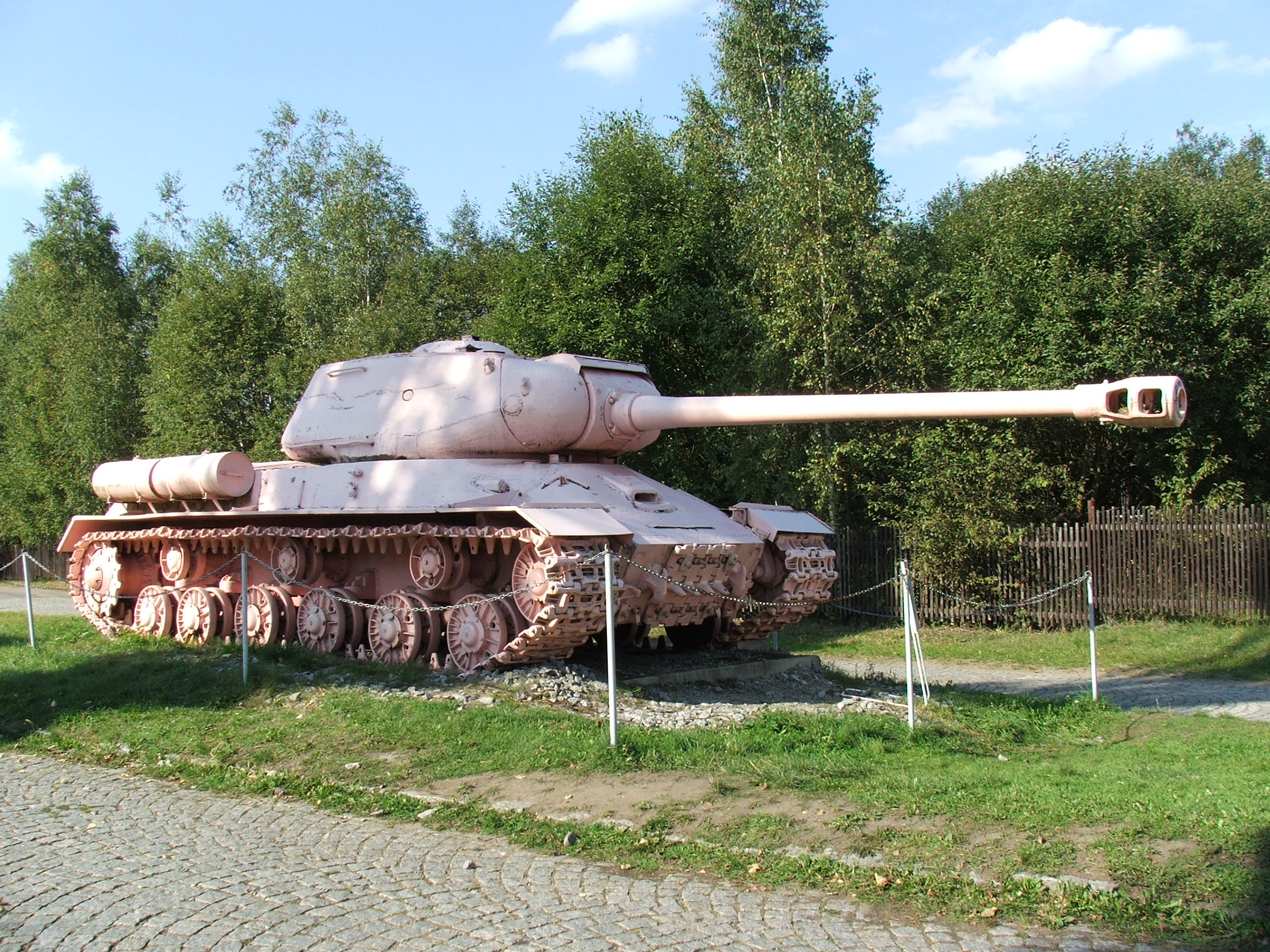
Советский танк ИС-2

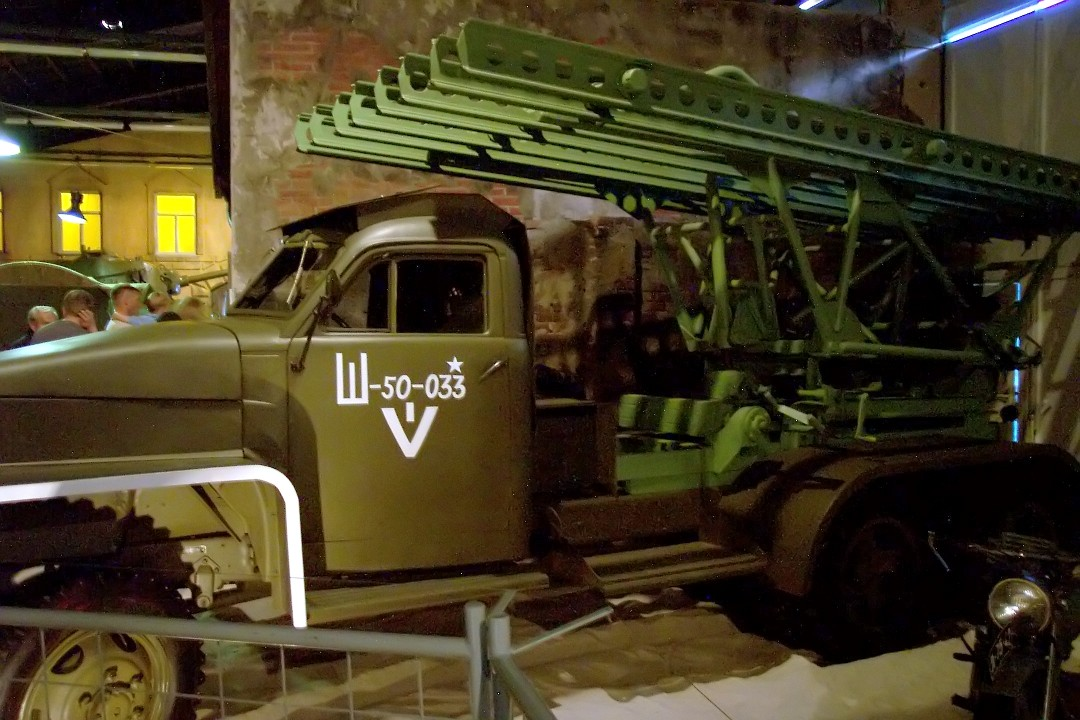
«Катюша»

Военно-технический музей Лешаны (Vojenské technické muzeum Lešany) — музей, находящийся между деревнями Крханице и Лешаны на левом берегу реки Сазавы, примерно в 30 км к югу от Праги. Музей содержит коллекцию военной техники и другого военного оборудования от 1890 года по настоящее время. Музей принадлежит Институту военной истории.

## История
Музей был основан в 1996 году на месте бывшей казармы артиллерии. Количество экспонатов постепенно увеличивалось. Сейчас в музее представлено 450 танков, пушек, мотоциклов, бронетранспортёров, военных грузовиков и джипов. Экспозиция распределена на несколько залов.

## Залы
- Зал № 1 — Период с 1918 по 1938 год
- Зал № 2 — Период с 1939 по 1943 год
- Зал № 3 — Период с 1944 по 1945 год
- Зал № 4 — Период с 1945 по 1950 год
- Зал № 5 — Период с 1950 по 1962 год
- Зал № 6 — Период Остравской операции (март-апрель 1945 года)
- Зал № 7 — Зенитная артиллерия
- Зал № 8 — Пушки ŠKODA (1890—1935 годы)
- Зал № 9 — Объединённые войска
- Зал № 10 — Ракетные войска
- Открытое пространство — Железнодорожные войска
- «Танк Арена»
- Открытое пространство — более 100 единиц тяжелой военной техники